# Cladopelma oculare
Cladopelma oculare är en tvåvingeart som först beskrevs av Jean-Jacques Kieffer 1922.  Cladopelma oculare ingår i släktet Cladopelma och familjen fjädermyggor. Inga underarter finns listade i Catalogue of Life.